# 加嶋三郎
加嶋 三郎（かしま さぶろう、1891年（明治24年）7月18日 - 1944年（昭和19年）7月18日）は、大日本帝国陸軍軍人。最終階級は陸軍中将。

## 経歴
1891年（明治24年）に山口県で生まれた。陸軍士官学校第25期卒業。1938年（昭和13年）7月15日に陸軍砲兵大佐進級と同時に陸軍重砲兵学校教導隊長に着任。1939年（昭和14年）12月に陸軍重砲兵学校教官に転じ、1940年（昭和15年）3月に野戦重砲兵第5連隊長を経て、1941年（昭和16年）8月に陸軍重砲兵学校教官に戻った。
1943年（昭和18年）3月1日に陸軍少将に進級し、3月25日に陸軍重砲兵学校長に着任。その後指導のためにサイパン島を訪れていたが、1944年（昭和19年）6月26日には戦死した岡芳郎の後任として独立混成第47旅団長（トラック地区集団）に就任した。サイパンの戦いでは上陸した米軍に対し頑強な抵抗続けたが、7月18日に戦死。同日任陸軍中将。